# 水の也清美
水の也 清美（みずのや きよみ、1916年8月18日 - 没年不詳）は、日本の女優である。兵庫県神戸市出身。本名は水谷 貞（みずたに さだ）(根沢 貞子とも)。宝塚歌劇団時代の芸名は左近 八重子（さこん やえこ）。愛称はサアちゃん。

## 来歴・人物
兵庫生まれで兄三人姉一人妹一人がいた。
水谷八重子は叔母で9歳のときに叔母とともに初舞台を踏む。
幼少期は芸術座にいて芸術座童話劇部として活動していた。
東京府立第五高等女学校（現在の東京都立富士高等学校・附属中学校）を三年で中退、宝塚音楽歌劇学校（現在の宝塚音楽学校）に入る。1931年に宝塚少女歌劇団の21期生として入団。同期に轟夕起子、服部富子がいた。1932年4月、『フーピー・ガール』で初舞台を踏んだ。
1936年時点では水谷八重子の姪であることは公表していなかったが1938年では衆知のこととされている。
奈良美也子が八重子の姪ということで特に目をかけて指導した。
尊敬する人物に奈良美也子と佐保美代子、小夜福子を挙げて、仲が良いのは若江つぼみ。
好きな花は矢車草、好きな色は古代紫と黒、役柄は女役の三枚目、体重は11貫200。
1940年に宝塚を退団。ムーランルージュ新宿座などで舞台生活を続けたが、1955年に東宝に入社。同年、水の也清美と改名して黒澤明監督映画『生きものの記録』に端役で初出演。以降、喜劇映画を中心に脇役として活躍した。
しかし、1965年の谷口千吉監督映画『馬鹿と鋏』以降の出演作品が見当たらず、1968年時点では新宿でバー「木偶」の経営者になっている。
叔母に女優の水谷八重子 (初代)がいる。

## 出演作品
- 日曜娯楽版　レギュラー[14]
- 生きものの記録（1955年、東宝） - 里子
- 驟雨（1956年、東宝） - 大串夏子
- 逃げてきた花嫁（1956年、東宝） - おとよ
- 愛情の決算（1956年、東宝） - 夫人
- のり平の浮気大学 愉快な家族（1956年、東宝） - 待合の女将
- 新婚第一課（1956年、東宝） - 房子
- 恐怖の逃亡（1956年、東宝）
- 若人の凱歌（1956年、東宝） - 女中・松
- 空の大怪獣 ラドン（1956年、東宝） - お民[15][2]
- 大安吉日（1957年、東宝） - 母・淑子
- 山と川のある町（1957年、東宝）
- 御用聞き物語（1957年、東宝） - トミ子
  - 続・御用聞き物語（1957年、東宝）
- 雪国（1957年、東宝） - 女中・おとり
- 憎いもの（1957年、東宝） - 女将
- 大当り三色娘（1957年、東宝） - 小島葉子
- 智恵子抄（1957年、東宝）
- 新しい背広（1957年、東宝） - 叔母・かね
- おトラさんシリーズ（東京映画）
  - おトラさん（1957年） - 日野江馬子
  - おトラさんのホームラン（1958年）
  - 花ざかりおトラさん（1958年）
  - おトラさんのお化け騒動（1958年）
  - おトラさんの公休日（1958年）
  - おトラさん大繁盛（1958年）
- 女殺し油地獄（1957年、東宝） - 女将・おまき
- 続々大番 怒濤篇（1957年、東宝） - むつみ会幹事
- 狙われた娘（1957年、東宝） - とよ
- 草笛の丘（1958年、宝塚映画） - 妻・兼子
- ぶっつけ本番（1958年、東京映画） - アパートの主婦
- 大江戸千両祭（1958年、東宝） - おきよ
- 裸の大将（1958年、東宝）
- 若旦那は三代目（1958年、東宝） - お七
- 僕らの母さん（1959年、東京映画） - 松山たけ子
- 男性飼育法（1959年、東京映画） - こと
- 若旦那大いに頑張る（1959年、東宝）
- 結婚の夜（1959年、東宝） - 津島未亡人
- サラリーマン出世太閤記 課長一番槍（1959年、東宝） - 可奈子
- サラリーマン十戒（1959年、東宝） - 隣家の細君
- アイ・ラブ・ユウ（1959年、東宝） - 神崎せき
- 侍とお姐ちゃん（1960年、東宝） - 影山あき
- 落語天国紳士録（1960年、東宝） - 川上およし
- 電送人間（1960年、東宝） - 管理人のおばさん[15]
- 羽織の大将（1960年、東宝）
- 天下の大泥棒 白狼五人男（1960年、東宝） - 矢場の女将
- 新・三等重役 当るも八卦の巻（1960年、東宝） - 桃山あき
- 恐妻党総裁に栄光あれ（1960年、東宝） - 大川幹事長夫人
- サラリーマン御意見帖 出世無用（1960年、東宝） - 料亭の女将
- 新・女大学（1960年、東宝） - 尾崎琴
- ドラマ「トップ屋」(CX、1960年[16]) - 女社長
- 連続ドラマ「人情買います」(ニッポン放送、1960年6月2日～、月～金[17])
- わが家は一ダース（1960年、NTV[18])
- 別れて生きるときも（1961年、東宝） - 女
- 続・サラリーマン弥次喜多道中（1961年、東宝） - 中年肥りのマダム
- 女ばかりの夜（1961年、東京映画） - 寺の奥さん
- アッちゃんのベビーギャング（1961年、東宝） - 母
- 地獄の饗宴（1961年、東京映画） - 桂木まさ子
- 女難コースを突破せよ（1962年、東宝） - 久仁子
- 私と私（1962年、東宝） - みね
- サラリーマン権三と助十 恋愛交叉点（1962年、東宝） - 酔漢の女
- 続・社長漫遊記（1963年、東宝） - タミエの母
- クレージー作戦 先手必勝（1963年、東宝） - 美容院のマダム・満枝
- わんぱく天使（1963年、東京映画） - みね子
- われらサラリーマン（1963年、宝塚映画） - 藤子
- 天才詐欺師物語 狸の花道（1964年、東宝） - 料亭の内儀
- ひばり・チエミ・いづみ 三人よれば（1964年、東宝） - 花荻ゆき
- 陽のあたる椅子（1965年、東宝） - 渋沢雅江
- われら劣等生（1965年、ワールド・プロモーション） - 君子の母・みつ
- 大工太平記（1965年、東宝）
- 馬鹿と鋏（1965年、東宝） - 仲居